# Storia della filosofia occidentale

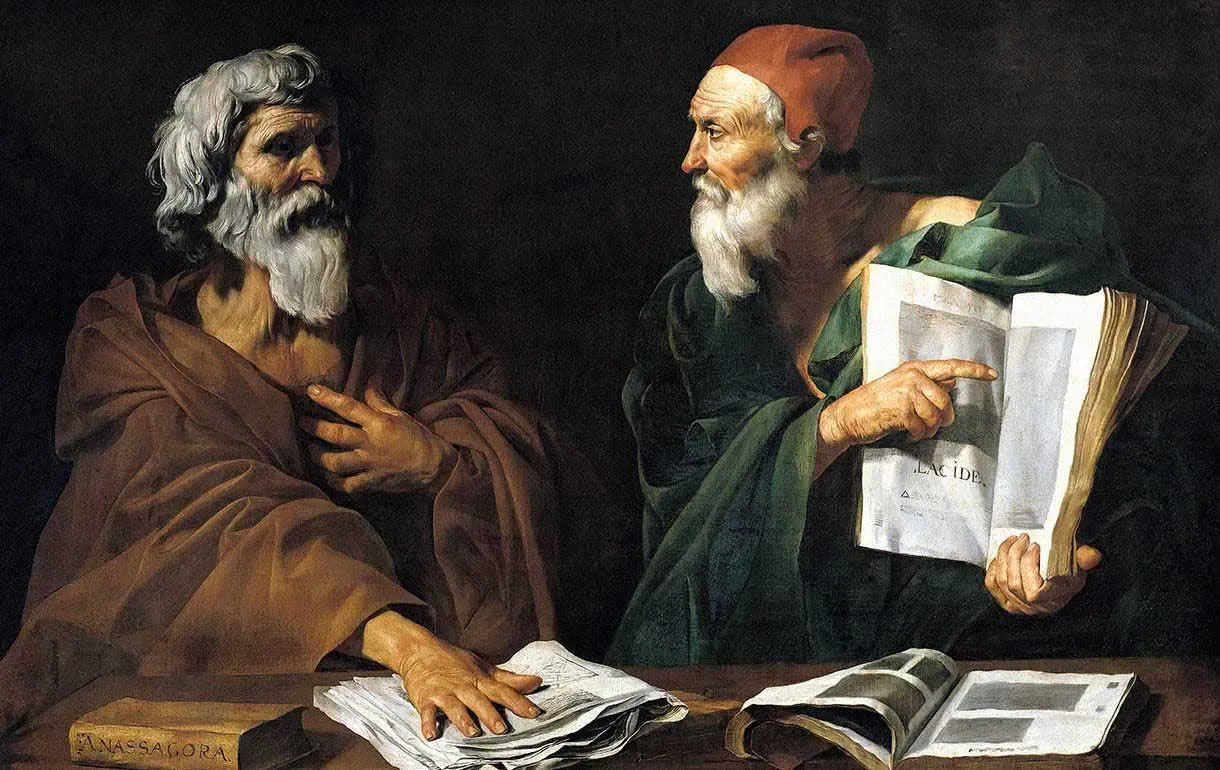
Filosofi intenti a discutere (dipinto di José de Ribera, 1612)

Per storia della filosofia occidentale si intende la storia del pensiero occidentale così come si è espresso attorno a molteplici questioni filosofiche; iniziata con la nascita del pensiero speculativo greco nel VII secolo a.C., ha coinvolto i pensatori di tutta Europa durante il Medioevo, l'era moderna e contemporanea, in un confronto continuo con i pensatori precedenti e con gli sviluppi di altri campi del sapere.
La comune base greca ha trasmesso alla tradizione filosofica occidentale un metodo di pensiero improntato all'antidogmatismo e la sensibilità verso una serie di problematiche ontologiche ed etiche che l'hanno caratterizzata rispetto ad altre tradizioni filosofiche. Non si può poi tralasciare, come secondo substrato della filosofia occidentale, la tradizione giudaico-cristiana che già dalla tarda antichità va ad instaurare un rapporto complesso con il pensiero laico, introducendo una serie di concetti inediti nel pensiero filosofico ed avviando quella dialettica tra fede e ragione variamente risolta nei secoli.
Dal punto di vista cronologico, gli storici della filosofia dividono solitamente la lunga storia della filosofia occidentale in quattro periodi: filosofia antica, filosofia medievale, filosofia moderna e filosofia contemporanea.

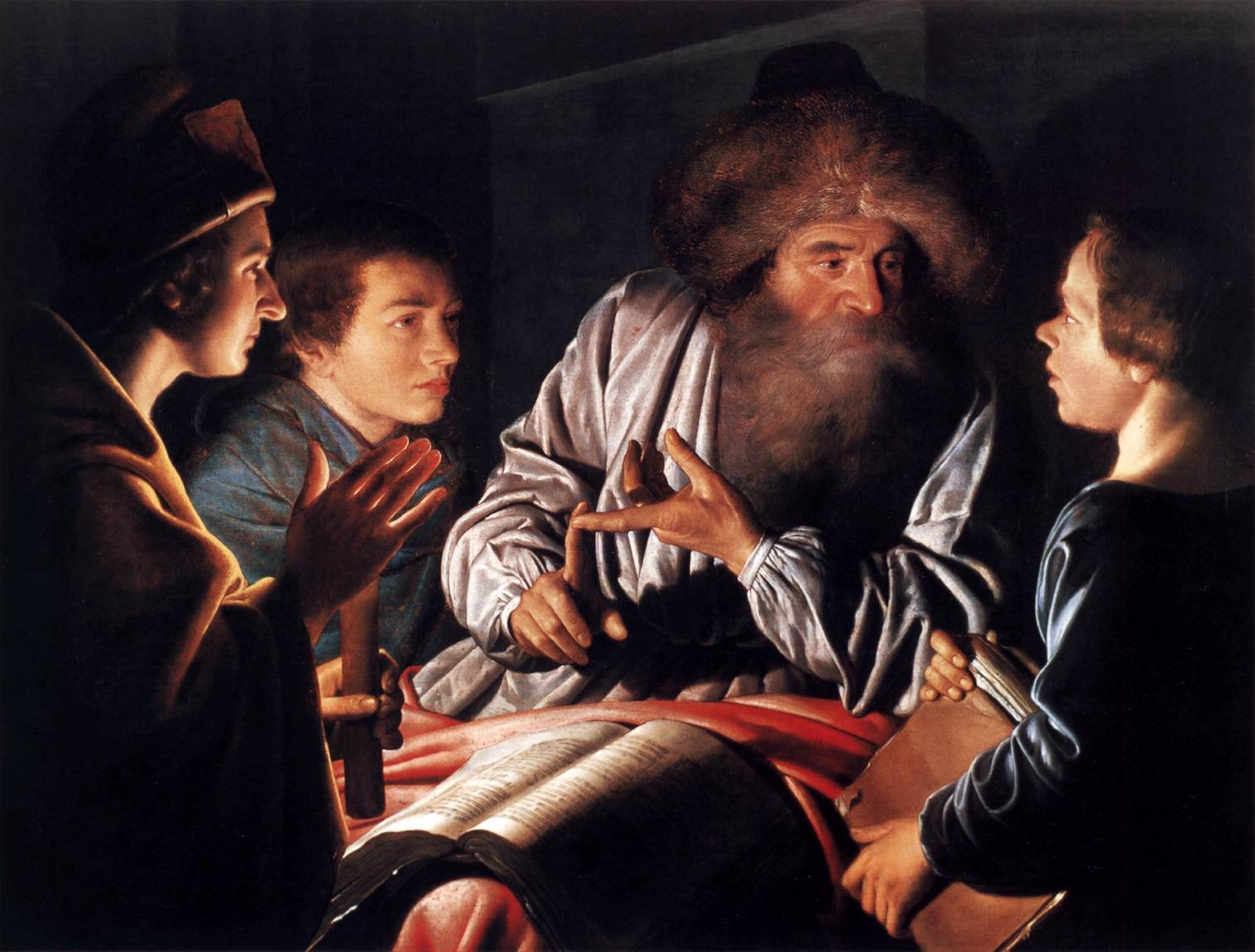
Filosofo con i suoi allievi, dipinto di Willem van der Vliet (1626)

## Filosofia antica

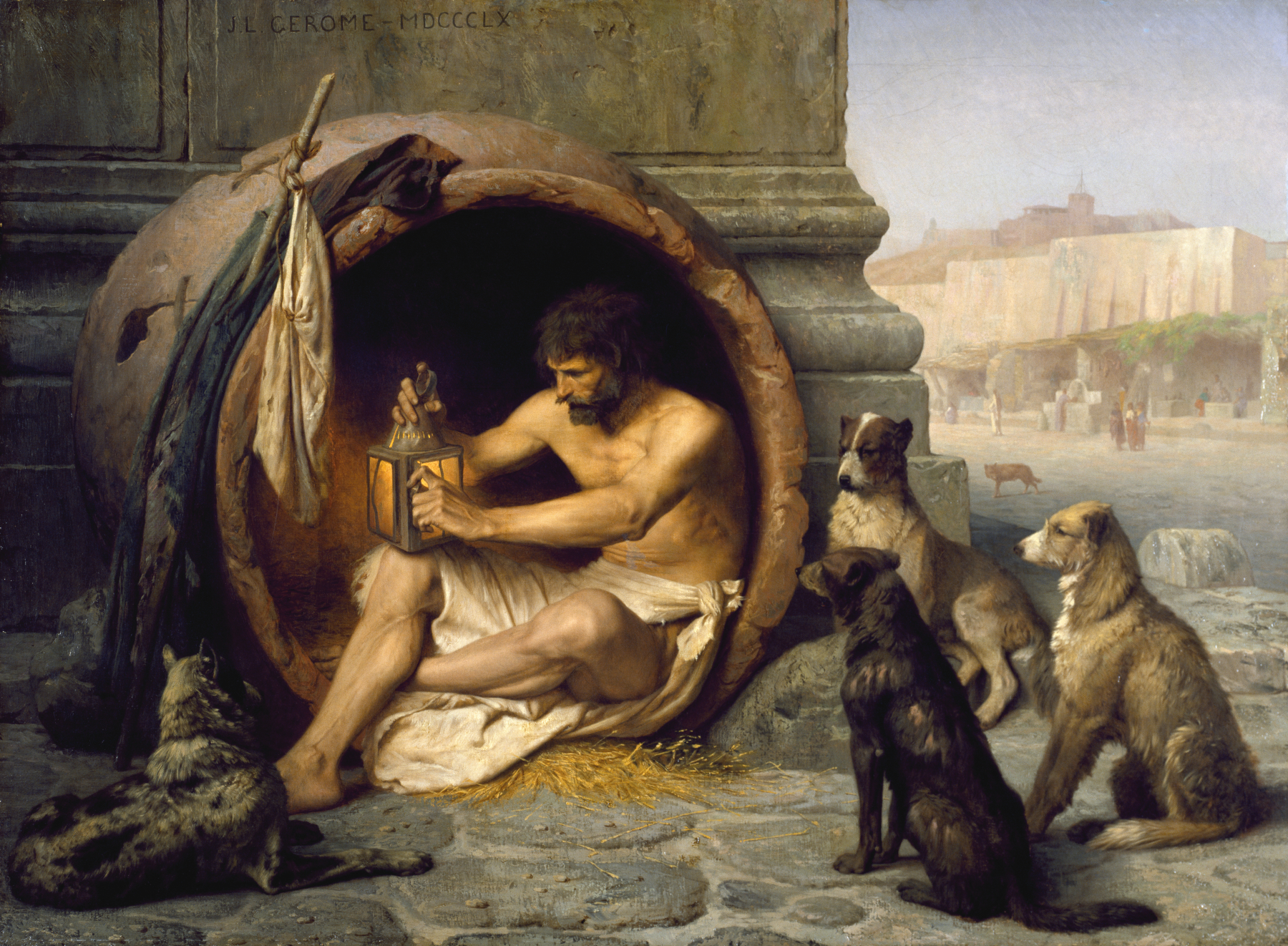
Diogene nella sua botte (di Jean-Léon Gérôme, 1860).

Anche senza arrivare ad affermare che «tutta la storia della filosofia occidentale non è che una serie di note a margine su Platone» (come scrisse Whitehead), non si può tuttavia negare che i filosofi posteriori alla fioritura del pensiero antico abbiano avuto come punto di riferimento, anche in funzione polemica e distruttiva, le tematiche sollevate dai filosofi antichi (e da essi stessi risolte in modo eterogeneo) attorno al fine dell'agire morale, al rapporto tra l'uomo e la verità, tra intelletto e conoscenza.

### I presocratici
Le prime testimonianze di un approccio allo studio della realtà che si possa definire filosofico risalgono al VII secolo a.C., in Asia Minore. Talete, un personaggio sulla cui storicità non è ancora possibile avere certezze, è identificato da una tradizione risalente ad Aristotele come il primo filosofo. Con lui e con la sua scuola milesiana (Anassimandro e Anassimene) il pensiero per la prima volta si emancipa dall'impostazione religiosa e mitologica per ricercare spiegazioni razionali ai fenomeni naturali e alle questioni cosmologiche.
Con i milesiani si impose anche come centrale il problema dell'identificazione dell'archè (o «origine»), ossia l'elemento costitutivo e animatore di tutta la realtà, indagato anche da Pitagora ed Eraclito nello stesso periodo. Ed è dalle riflessioni sull’archè che si apriranno, con Parmenide e la scuola eleatica, le prime riflessioni ontologiche; e con esse la percezione di un conflitto irriducibile tra la logica che governa la dimensione intellettuale e il contraddittorio divenire dei fenomeni testimoniato dai sensi. Variamente risolto dai successivi filosofi del VI-V secolo a.C. (fisici pluralisti), la questione rimarrà centrale in tutta la storia del pensiero occidentale, dalla Scolastica a Martin Heidegger nel Novecento.

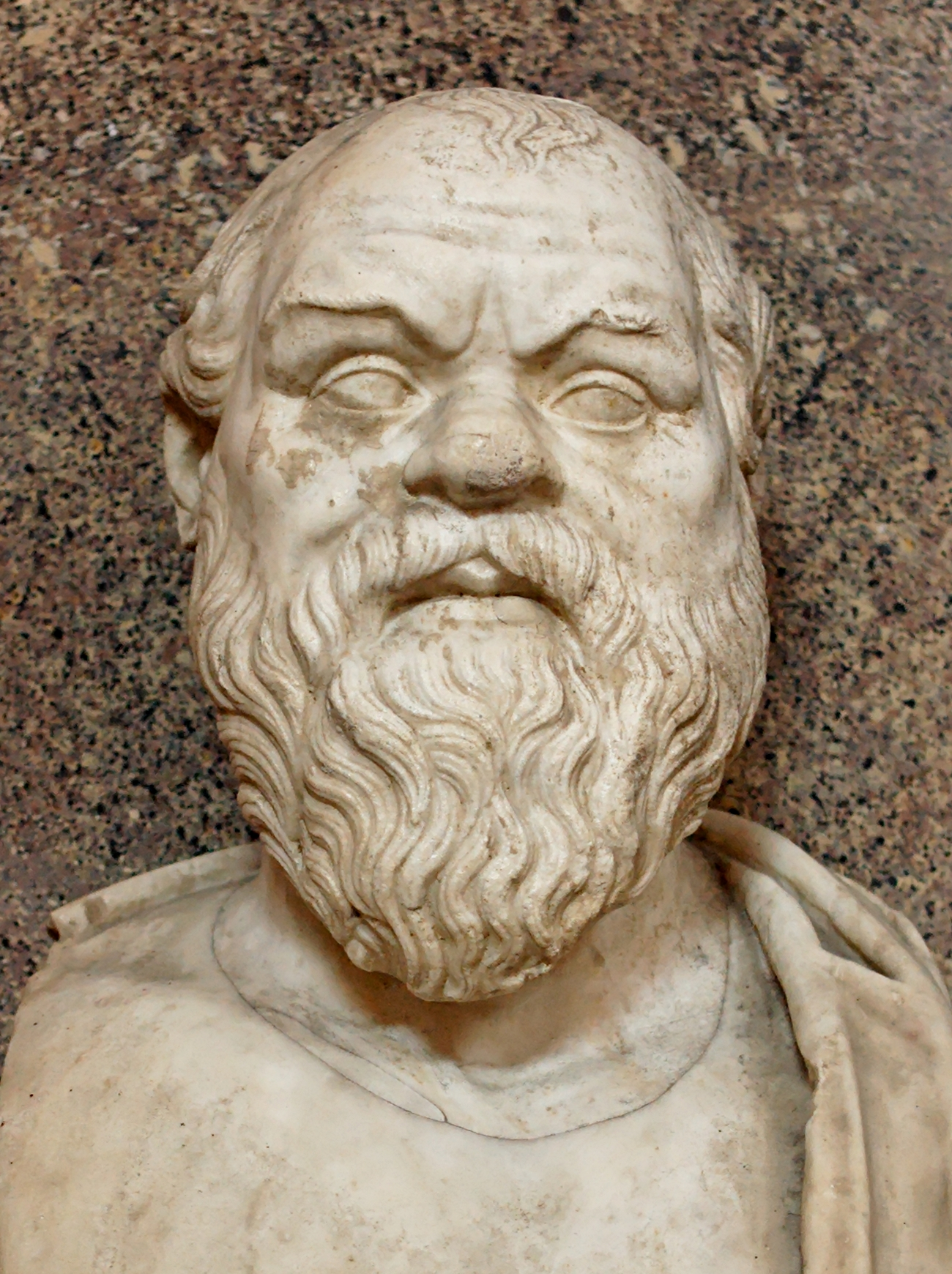
Busto di Socrate.

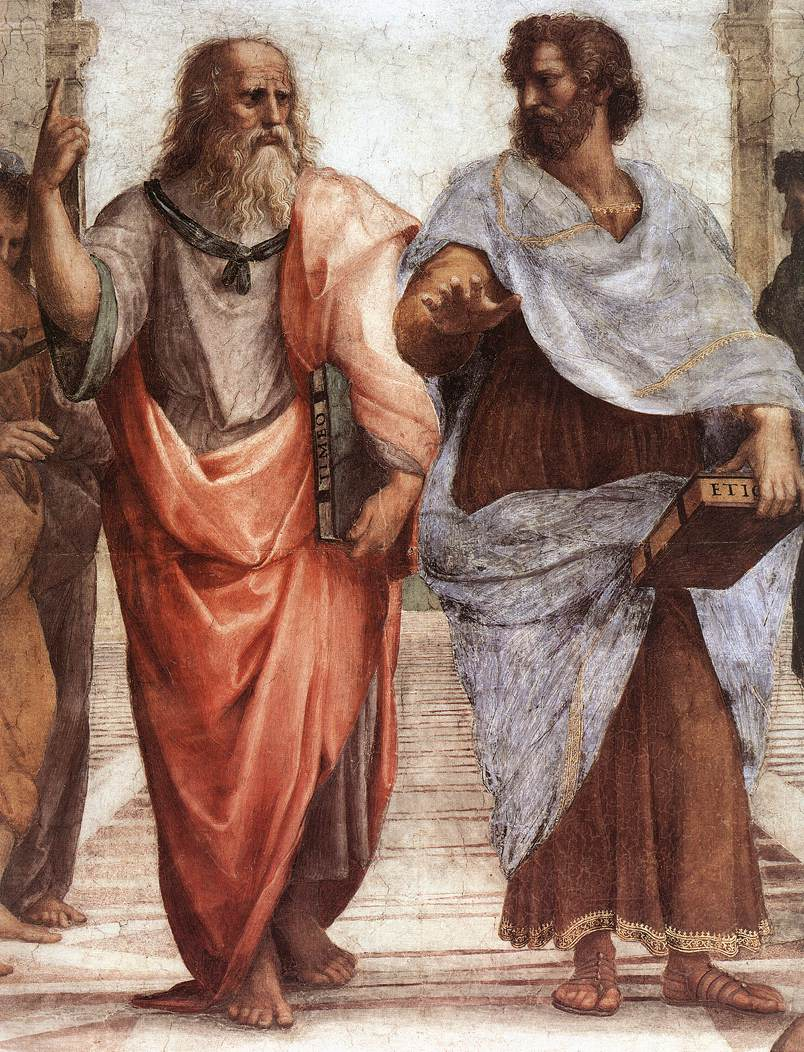
Platone e Aristotele secondo Raffaello.

### I classici
Nel V secolo a.C. si assistette ad un mutamento nell'oggetto della riflessione filosofica: all'interesse per la natura si sostituì un'attenzione maggiore verso le problematiche che riguardano l'uomo. L'agire morale, se il bene e il male siano relativi, la possibilità per l'essere umano di accedere alla verità, il rapporto natura/cultura: questi ed altri furono gli argomenti all'attenzione, sebbene con impostazioni differenti, sia dei sofisti che di Socrate. L'importanza di quest'ultimo per la successiva storia della filosofia fu fondamentale: con lui si acquisì piena consapevolezza della peculiarità del metodo di indagine filosofica (maieutica), e la ricerca della verità venne intesa come la riscoperta di una conoscenza già posseduta, universalmente valida ma dimenticata.
Le scuole filosofiche immediatamente successive alla morte del filosofo - scuola megarica, cirenaica, cinica e platonica - costituirono tutte uno sforzo interpretativo degli insegnamenti socratici. Se per le prime tre si trattò di elaborazioni minori, per Platone il socratismo fu un punto di partenza per una rielaborazione globale, nel primo grande sistema filosofico, di tutte le problematiche trattate dai pensatori precedenti. Conciliando Parmenide ed Eraclito, Platone sostenne da un lato che tutta la realtà fenomenica «scorre» in un continuo mutamento; e che al contempo però essa tende a costituirsi non a caso, ma secondo forme atemporali che sembrano preesisterle. Questo era un punto che in particolare l'atomismo di Democrito non aveva saputo spiegare, ossia perché la materia si aggreghi sempre in un certo modo, per formare ad esempio ora un cavallo, ora un elefante. Dietro ogni animale deve pertanto esistere un'idea, cioè una «forma» precostituita per ogni tipo, spirituale e non materiale. In queste forme eterne ed innate risiede non solo l'Essere di Parmenide, ma anche l'origine di ogni nostra conoscenza. Ad esse Platone ricondurrà ogni teoria sull'etica e la politica.
Con Aristotele, discepolo di Platone, la filosofia greca arrivò infine alla sua piena maturità: in lui la distinzione tra le particolarità accidentali da un lato, e le cause spirituali dall'altro in grado di guidare il perenne fluire dei fenomeni, diventa condizione della possibilità stessa di costruire scienza. La trasformazione di un uovo in una gallina ad esempio non può essere il risultato di semplici combinazioni fortuite della materia. A differenza di Platone, però, ogni organismo deve avere in se stesso, e non in un'idea a parte, le leggi del proprio costituirsi. La metafisica, scienza teoretica per eccellenza, sarà allora la disciplina che studia le cause responsabili dell'evoluzione della natura, ricercandone le essenze immutabili e universali. Le altre opere di Aristotele trattano analogamente dalla fisica alla politica, dalla logica alla botanica, prestando attenzione alla specificità dei diversi campi del sapere, ma conferendo al tutto un'organicità di pensiero che segnò il trionfo della razionalità greca. Da ciò l'importanza del filosofo per la cultura occidentale in senso ampio.

### L'ellenismo
Dopo Aristotele avrà quindi inizio il periodo ellenistico, in cui la cultura greca si fonderà con quella latina. Durante questo periodo si svilupparono tre principali correnti filosofiche: l'epicureismo, lo stoicismo, e il neoplatonismo. Rispetto alle altre correnti, il neoplatonismo sembrò concentrare ancora di più l'indagine sulla condizione umana e sulle possibilità date al singolo di trascendere il mondo quotidiano, mostrandone la contingenza. Il pensiero neoplatonico, il cui maggiore esponente fu Plotino, si proponeva così di essere un cammino di liberazione per l'uomo. Come molti altri platonici, Plotino pose uno scarto tra il mondo sensibile, sede dell'oscurità e della divisione, e il cosmo noetico, che è la vera realtà, prima manifestazione dell'essere e sede dell'Intelletto, generato a sua volta da un principio ineffabile (indicato da Plotino con il nome di Uno o Bene), e coglibile solo con un contatto di natura a-razionale chiamato epafé o henosis. L'Anima infine percorre l'universo plotiniano dal cosmo noetico al mondo materiale, verso cui essa discende per prendersene cura. La discesa dell'anima si trasforma per l'uomo in una caduta, causata dalla falsa credenza che scambia il mondo sensibile per la vera realtà, e dall'oblio della natura noetica di ciascuno di noi. La filosofia ha dunque il compito di riunire l'uomo alla sua patria intelligibile. Questa concezione dell'universo, e questo valore salvifico della filosofia sarà ripresa in tutte le forme che acquisirà dopo Plotino la filosofia neoplatonica.

## Filosofia medievale
Il periodo medievale nella filosofia occidentale ebbe inizio approssimativamente tra il 400 e il 500 e si concluse tra il 1400 e il 1500. Una delle differenze fondamentali rispetto al passato è la sua attenzione alla religione cristiana.
Una delle distinzioni fondamentali rispetto alle filosofie precedenti risiede nell'accento posto sulla religione cristiana. L'imperatore Giustiniano, ad esempio, ordinò la chiusura di importanti scuole filosofiche, tra cui l'Accademia di Platone e l'attività intellettuale si concentrò principalmente nella Chiesa. Allontanarsi dall'ortodossia dottrinale poteva comportare rischi e per tale motivo, taluni considerano questo periodo come un'"età oscura" rispetto ai periodi precedenti e successivi. Temi centrali discussi in questo periodo furono il problema degli universali, la natura di Dio, le prove dell'esistenza di Dio e il rapporto tra ragione e fede. L'età alto medievale fu particolarmente plasmata dalla filosofia di Platone, mentre le idee aristoteliche divennero dominanti nei secoli successivi.

### La patristica
In Europa la filosofia medievale fu anticipata dal pensiero patristico, sviluppatosi in seguito alla diffusione del Cristianesimo all'interno dell'impero romano, e il cui maggiore esponente fu Agostino d'Ippona: questi divenne un vescovo neoplatonico, e conciliò la filosofia greca con la fede cristiana. Secondo Agostino ci sono dei limiti oltre i quali la ragione non può andare, ma se Dio illuminerà la nostra anima con la fede riuscirà a placare la nostra sete di conoscenza. E affermò che il male è soltanto "assenza" di Dio, dovuto alla disobbedienza umana. A causa del peccato originale nessun uomo è degno della salvezza, ma Dio può scegliere in anticipo chi salvare; ciò non toglie che noi possediamo comunque un libero arbitrio.

#### Alto medioevo
Agostino di Ippona (354–430 d.C.) fu influenzato dal platonismo e usò questa prospettiva per spiegare i concetti fondamentali e i problemi della teologia cristiana. Accettò l'idea neoplatonica secondo cui Dio è allo stesso tempo buono e incomprensibile. Ciò lo spinse ad affrontare il problema del male, cioè a tentare di spiegare come il male potesse esistere in un mondo creato da un Dio benevolo, onnisciente e onnipotente. La sua spiegazione (teodicea agostiniana) è che Dio ha dato agli esseri umani il libero arbitrio consentendo, quindi, a loro di fare il bene e il male ma conferendogli anche la responsabilità della loro scelta. Ulteriori idee influenti di Agostino furono le sue argomentazioni a favore dell'esistenza di Dio, la sua teoria del tempo e la sua teoria della guerra giusta.
Boezio (477–524 d.C.) dimostrò un vivo interesse per la filosofia greca. Tradusse molte delle opere di Aristotele e cercò di integrarle e conciliarle con la dottrina cristiana. Discusse il problema degli universali e formulò una teoria per armonizzare le opinioni di Platone e Aristotele cercando di raggiungere questo obiettivo sostenendo che gli universali esistono, in un certo senso, nella mente senza materia. Ma, continuò Boezio, esistono anche negli oggetti materiali in un altro modo. Questa idea ebbe influenza nel successivo dibattito medievale sul problema degli universali ispirando i cosiddetti nominalisti ad affermare che gli universali esistono solo nella mente. In rapporto alla dottrina cristiana, Boezio approfondì il problema della trinità, cioè la questione di come Dio possa esistere contemporaneamente in tre persone come Padre, Figlio e Spirito Santo.

#### Scolasticismo
La parte successiva del medioevo fu dominata dalla scolastica, una scuola di pensiero filosofico e teologico fortemente influenzata dalla dottrina aristotelica che approntò un approccio sistematico e metodologico per le sue indagini. Il rinnovato interesse per Aristotele fu dovuto principalmente alla riscoperta degli antichi classici grazie al proliferare di traduzioni dei testi greci e arabi eseguite perlopiù nella Spagna musulmana e in Italia.
Anselmo di Canterbury (1033–1109) è spesso considerato il padre della scolastica. Egli considerava la ragione e la fede come due aspetti complementari che dipendono l'uno dall'altro per giungere ad una corretta comprensione del mondo. Anselmo è noto soprattutto per la sua argomentazione ontologica sull'esistenza di Dio in cui descrisse Dio come la massima entità concepibile e argomentò che dovesse esistere al di fuori della mente umana. Questo concetto deriva dall'idea che Dio non potrebbe essere la massima entità concepibile se esistesse soltanto nella mente. Anche Pietro Abelardo (1079–1142) teorizzò l’armonia tra ragione e fede affermando che sia l'una che l'altra emergessero dalla stessa fonte divina. Per questo motivo concluse che non potevano esserci contraddizione tra loro. Un'altra innovazione influente fu il suo nominalismo, secondo il quale gli universali esistono solo come costrutti mentali.

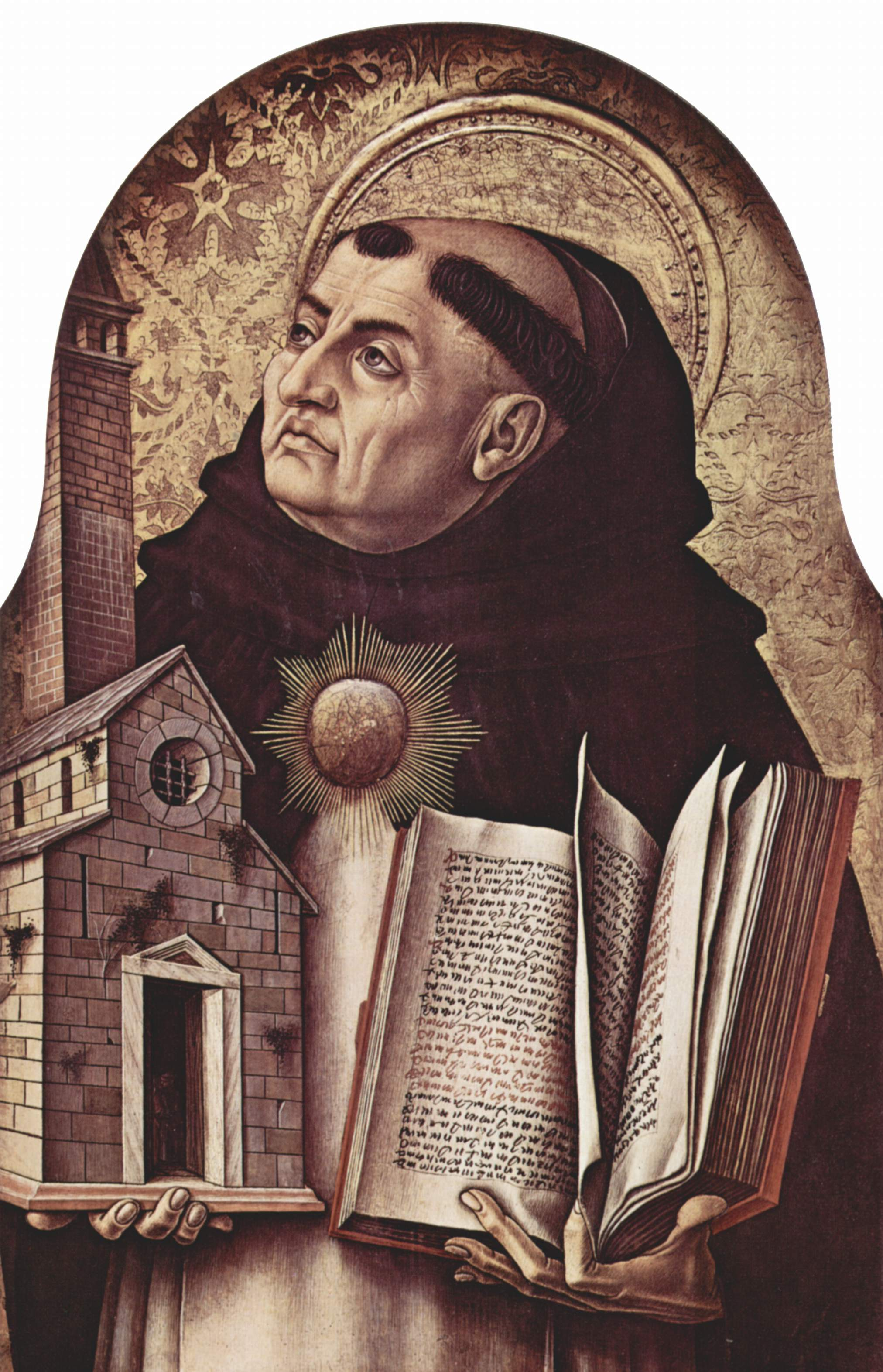
San Tommaso d'Aquino, ritratto di Carlo Crivelli

Tommaso d'Aquino (1224–1274) è spesso considerato il filosofo medievale più influente. Radicato nell'aristotelismo, sviluppò un sistema completo di filosofia scolastica che copriva diverse aree come la metafisica, la teologia, l'etica e la teoria politica. Molte delle sue intuizioni furono riassunte nella sua opera Summa Theologiae (1265-1273). Uno degli obiettivi più importanti del suo lavoro fu mostrare come non ci sia contraddizione tra fede e ragione, per cui spesso la filosofia può giungere alle stesse verità contenute nella Bibbia; egli conciliò pertanto la rivelazione cristiana con la dottrina di Aristotele. Quest'ultimo, partendo dallo studio della natura, dell'intelletto e della logica, aveva sviluppato delle conoscenze sempre valide e universali, facilmente assimilabili dalla teologia cristiana: ad esempio il passaggio dalla potenza all'atto è una scala ascendente che va dalle piante e dagli animali agli uomini, fino agli angeli e a Dio. Costoro hanno una conoscenza intuitiva, che permette loro di sapere immediatamente ciò a cui noi invece dobbiamo arrivare tramite l'esercizio della ragione.
D'Aquino ritenne che la ragione sostenesse e rafforzasse i principi cristiani ma che la fede nella rivelazione di Dio fosse necessaria poiché la ragione non è in grado di comprendere tutto da sola. Ciò riguarda, ad esempio, l’affermazione dell'eternità dell'universo e i dettagli di come Dio sia legato alla Sua creazione. Nella metafisica, sostenne che ogni entità fosse caratterizzato da due aspetti: essenza ed esistenza. Comprendere una cosa implica coglierne l’essenza e ciò può avvenire senza percepire se questa esiste. Dio costituisce un caso speciale: la sua esistenza è illimitata ed è identica alla sua essenza. Nel campo dell'etica, egli ritenne che i principi morali fossero radicati nella natura umana; pensava che l’etica consistesse nel fare ciò che è bene e che gli esseri umani, in quanto esseri razionali, avessero un’inclinazione naturale a perseguire il Bene. Nella teologia razionale, le sue famose "Cinque Vie" sono cinque argomenti a favore dell'esistenza di Dio.
Duns Scoto (1266–1308) lavorò su molte delle idee di Tommaso. In metafisica, respinse l'affermazione secondo cui esiste una reale distinzione tra essenza ed esistenza ritenendo invece che si trattasse solo di una distinzione formale. Ciò implicava che essenza ed esistenza fossero due aspetti diversi di una cosa ma che non possono essere in ogni caso separati. Affermò, inoltre, che esiste un'essenza unica per ogni entità individuale, chiamata ecceità, che è ciò che rende un'entità distinta dalle altre entità dello stesso tipo.
Guglielmo di Ockham (1285–1347) fu uno degli ultimi filosofi scolastici. Egli introdusse il principio metodologico noto come "Rasoio di Ockham" secondo il quale quando vi è da dover scegliere tra spiegazioni concorrenti dello stesso fenomeno è da preferirsi quelle più semplici. In questo contesto, una spiegazione è da considerarsi più semplice quando presuppone l'esistenza di un minor numero di entità. Ockham usò il principio per sostenere il nominalismo e contro il realismo riguardo agli universali. Secondo lui, il nominalismo è la spiegazione più semplice poiché non presuppone l'esistenza degli universali.

## Filosofia moderna

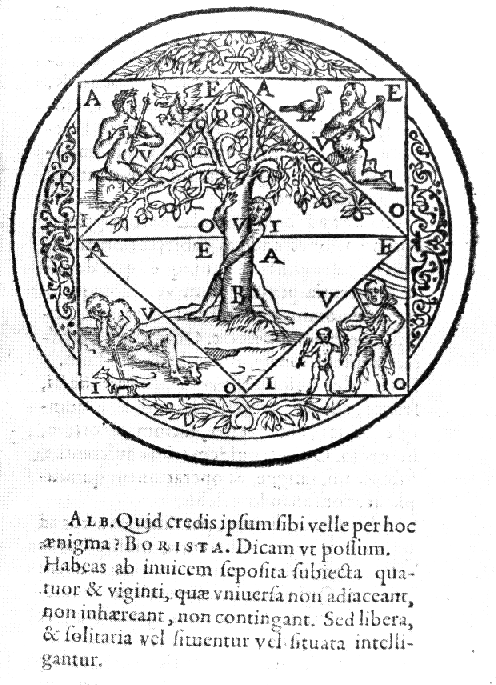
Illustrazione dal Cantus Circaeus di Giordano Bruno

La filosofia moderna si estende dal 1400 fino al 1800 circa.

### Filosofia rinascimentale
Essa ebbe inizio con la filosofia rinascimentale, che vide una rinascita del neoplatonismo e del pensiero di Plotino, identificato allora interamente con quello di Platone; in esso erano presenti inoltre concetti propri dell'aristotelismo. Tra gli esponenti di spicco del neoplatonismo vi fu in Germania Nicola Cusano, che rielaborò una teologia negativa su basi mistiche, affermando che Dio è il fondamento della razionalità, ma di Lui possiamo avere solo una conoscenza intuitiva perché la Verità non è qualcosa da possedere ma da cui si viene posseduti; mentre in Italia abbiamo Marsilio Ficino e Pico della Mirandola.
In un tale rinnovato clima culturale riprese vigore una disciplina emblematica di questo periodo: l'alchimia, che funse per certi aspetti da apripista alla chimica e alla scienza moderna, oltre a dare nuovi impulsi agli sviluppi dell'esoterismo occidentale. Cultore dell'alchimia fu in particolare Giordano Bruno, che anticipò per via filosofica le scoperte dell'attuale astronomia, introducendo il concetto di infinito in rottura con la visione geocentrica dell'universo. Sarà poi con Galileo Galilei che si suole far nascere ufficialmente la scienza moderna.

### Filosofie del XVII e XVIII secolo

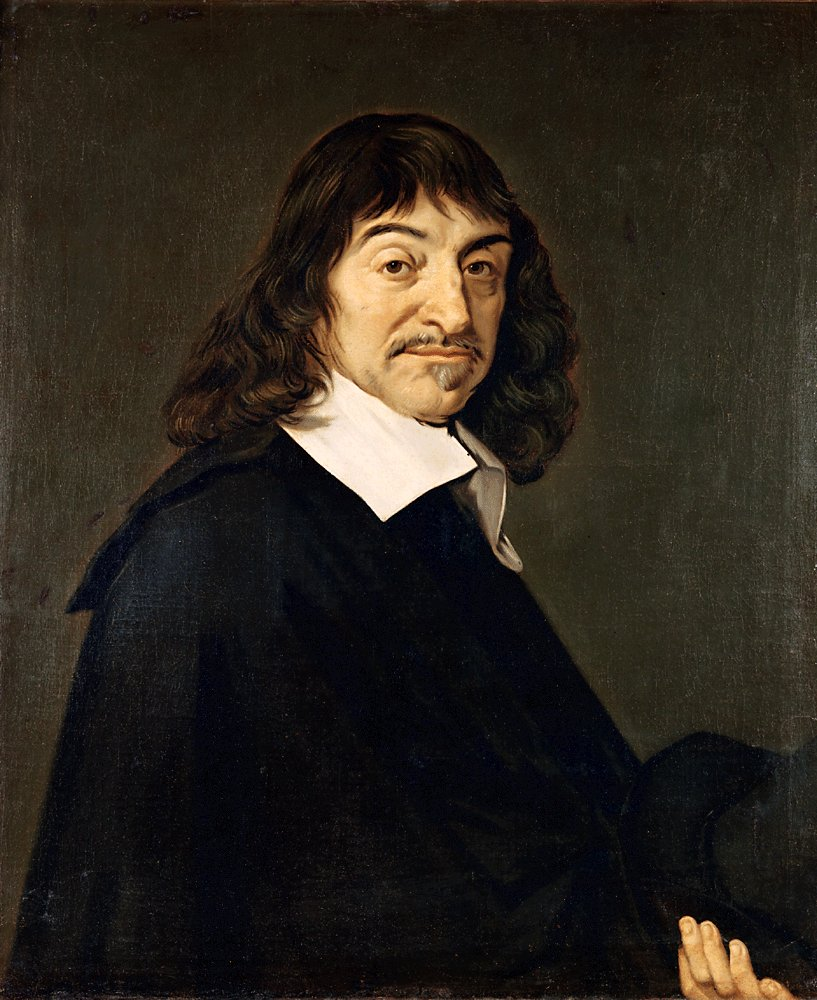
Ritratto di Cartesio, di Frans Hals, 1649.

Già dalla seconda metà del Cinquecento il neoplatonismo cominciò tuttavia a declinare, in favore di un naturalismo e un razionalismo concepiti in maniera maggiormente autonoma e meccanica.
Nel Seicento Cartesio, celebre autore del Discorso sul metodo (1637), sviluppò una prima forma di metodo razionale, che pur rifacendosi al concetto teologico di Dio, se ne serviva non per annullare il pensiero nel senso tradizionale della teologia negativa in favore di una dimensione mistica e intuitiva del sapere, ma al contrario per dare consistenza e oggettività al pensiero umano; fu così che elaborò il cogito ergo sum, in virtù del quale l'essere risulta sottomesso al pensiero, e la verità concepita come oggetto da possedere. Nel tentativo di fondare un'autonomia della ragione, egli si servì di Dio non come fine ma come mezzo, cadendo però agli occhi dei contemporanei in un dualismo circolare: partendo dal pensiero logico giungeva alla dimostrazione di Dio, sulla quale però si basava a sua volta per giustificare lo stesso pensiero logico. La posizione di Cartesio ricevette per questo le critiche di Blaise Pascal, fautore di un ritorno alla tradizione agostiniana; Pascal fu inoltre anticipatore di un certo esistenzialismo cristiano, che respingeva le pretese della ragione di potersi fondare da sola. Anche l'olandese Spinoza si propose di rimediare agli errori di Cartesio, ponendo l'intuizione al di sopra del pensiero razionale; in tal modo egli poté ricondurre ad un unico principio, cioè un'unica sostanza, il dualismo che Cartesio aveva postulato tra res cogitans e res extensa. L'integrità della razionalità veniva così ripristinata identificando il pensiero con l'essere, e persino Dio con la Natura stessa. Un tale panteismo non significava tuttavia materialismo, poiché Spinoza postulò sempre la precedenza di Dio e dello Spirito sulla natura, concepita mai come autonoma o autoponentesi da sola.
Un pensiero autenticamente materialista cominciò invece a prodursi in Inghilterra, sempre nel Seicento, dando luogo a una riproposizione del meccanicismo democriteo, in virtù del quale i fenomeni naturali sarebbero interamente riconducibili a leggi meccaniche di causa-effetto. A questa teoria aderirono in primo luogo Thomas Hobbes, e in seguito soprattutto Isaac Newton (determinismo). Sempre in Inghilterra si assistette in contemporanea alla nascita dell'empirismo, secondo il quale la conoscenza non deriva da idee innate nell'intelletto e accessibili per via intuitiva, bensì unicamente dai sensi. In tal modo veniva riproposta una separazione netta tra l'essere e il pensiero, ovvero tra l'esperienza del dato da una parte, e la mente umana dall'altro che ne risulta "plasmata" in maniera simile a un mastice. L'essere venne cioè identificato con la verificabilità: ciò che non è verificabile, sperimentabile positivamente, non ha valore, né può conferire validità oggettiva al pensiero umano; era l'opposto della metafisica classica. Il maggior esponente dell'empirismo anglosassone fu John Locke. All'inizio del Settecento aderì a questa corrente anche George Berkeley, che cercò di ricondurre l'esperienza sensibile ad un principio spirituale (Dio), affermando che esse est percipi, cioè l'esperienza sensibile è persino creatrice dell'essere. Fu infine lo scozzese David Hume a portare l'empirismo alle sue estreme conseguenze, sostenendo che neppure l'esperienza sensibile può conferire validità oggettiva al pensiero umano, trattandosi di due piani completamente separati: secondo Hume, ciò che generalmente si reputa fondato perché razionale, è frutto invece di un istinto di abitudine che non ha alcun legame con la realtà.

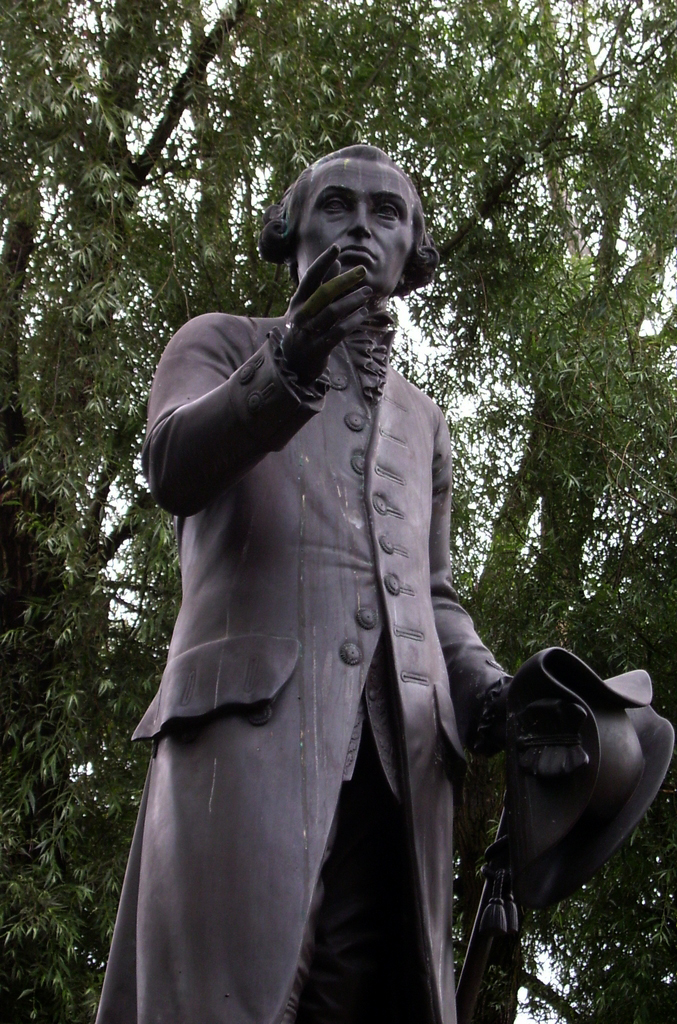
Statua di Immanuel Kant a Königsberg

L'empirismo anglosassone si era sviluppato parallelamente alla corrente continentale del razionalismo, al quale, dopo Spinoza, aderì Leibniz nel Settecento. Secondo Leibnitz, ognuno di noi è una monade slegata da tutto il resto; ma a differenza di Hume egli credeva nel fondamento oggettivo della razionalità, essendo tutte le monadi coordinate da Dio. Sul finire del Settecento Immanuel Kant ritenne però in parte fondata l'obiezione humiana, e decise così di sottoporre la ragione a vaglio critico, tramite la Critica della ragion pura. La riflessione kantiana si inserì nella cornice dell'illuminismo che andava nel frattempo sviluppandosi in Francia, e i cui maggiori esponenti furono Voltaire, Rousseau, e Montesquieu. Per risolvere le contrapposizioni tra razionalisti ed empiristi, Kant attuò una rivoluzione copernicana del pensiero, affermando che se da un lato il razionalismo non è autonomo ma ha bisogno dell'esperienza per aspirare ad una conoscenza oggettiva, dall'altro è l'esperienza sensibile ad essere modellata dalla ragione e non viceversa. Ma la grandezza di Kant risiedette soprattutto nella Critica della ragion pratica per l'importanza attribuita al sentimento morale, fondando sulla ragione anche l'agire etico: la legge morale che la ragion pratica si dà, e a cui questa spontaneamente ubbidisce, diventa per Kant garanzia universale e necessaria di libertà, dell'immortalità dell'anima, e dell'esistenza di Dio, concetti preclusi invece alla pura ragione.

### Filosofia del XIX secolo
La filosofia dell'Ottocento, che viene spesso trattata come un periodo a sé stante, è stata dominata dalla filosofia post-kantiana dell'idealismo tedesco: il primo esponente di questa corrente, Fichte, cercò di dare maggiore coerenza al criticismo di Kant unificando ragion pura e ragion pratica, in quanto originate dal medesimo principio: l'Io. Il soggetto, secondo Fichte, non si limita a modellare l'esperienza, ma crea l'oggetto stesso dell'esperienza; trattandosi però di una creazione inconscia, che l'Io non riconosce come tale, egli salvava in tal modo anche il punto di vista realistico del criticismo. Nella cornice dell'idealismo Fichte fu tuttavia una meteora, soppiantato ben presto da Schelling che mostrò maggiore interesse per il non-io, per l'oggetto posto dall'io (la natura), conciliando sotto certi aspetti l'idealismo critico fichtiano col razionalismo di Spinoza; ma come Fichte egli postulava pur sempre un'unione immediata di soggetto e oggetto, afferrabile solo a un livello intuitivo.
Anche Schelling fu una meteora, venendo ben presto soppiantato da Hegel, che affermò invece un'unione mediata di soggetto e oggetto, dunque non più uniti indissolubilmente. Hegel ripropose in un certo senso il ragionamento circolare di Cartesio, sostenendo che il divenire logico della storia, scaturito dall'Assoluto, serve alla fine a rendere ragione dell'Assoluto stesso. Egli sovvertì la logica sequenziale (quella aristotelica di non contraddizione), affermando la supremazia della razionalità sull'intuizione, e identificando ogni principio col suo contrario: «ciò che è reale è razionale» fu la summa del pensiero hegeliano. La logica formale per Hegel funge solo da avvio del processo, dopodiché il fine della filosofia coincide col mezzo da essa utilizzato, cioè la dialettica: questa non serve più a ricondurre a una dimensione mistica e di annullamento del pensiero, ma diventa fine a se stessa.
L'eredità hegeliana venne raccolta da Karl Marx, il quale vide in essa un sostanziale materialismo, mascherato esteriormente da idealismo. Si propose quindi di togliere da Hegel la sua "patina mistica", sostituendo l'Assoluto con la Storia. La dialettica marxiana prende così il nome di materialismo dialettico, in base al quale la molla che muove la storia è rappresentata dalla reciproca interazione di due princìpi contrapposti: in Hegel erano la ragione e la realtà, in Marx diventano la struttura (economica) e la sovrastruttura (culturale). Si trattava anche qui di un'unità mediata, composta cioè da due realtà distinte che alla fine della storia troveranno comunque conciliazione. Marx fu un filosofo della prassi, che trasformò la filosofia hegeliana in un impegno sociale di cambiamento del mondo.
Altri importanti pensatori del XIX secolo furono infine Arthur Schopenhauer, promotore di un idealismo diverso rispetto a quello accademico tedesco; John Stuart Mill, filosofo britannico; Ralph Waldo Emerson, esponente del trascendentalismo americano; Søren Kierkegaard, fondatore dell'esistenzialismo, che criticò il sistema hegeliano ravvisandovi l'incapacità di comprendere come nella storia operino principi inconciliabili e non mediabili dalla ragione; e Friedrich Nietzsche, teorico del superuomo, che accusò i valori della religione e della metafisica occidentali di essere portatori di un sostanziale nichilismo.

## Filosofia contemporanea

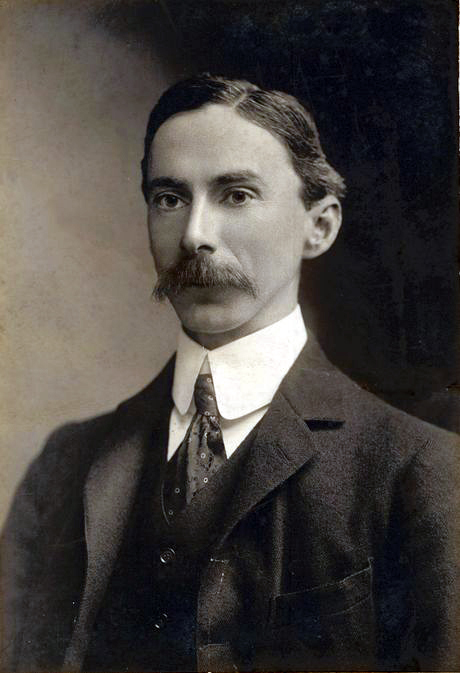
Bertrand Russell nel 1907.

Nella filosofia contemporanea si è creata una certa divergenza tra i filosofi del continente europeo e quelli anglosassoni (sostanzialmente inglesi e statunitensi), nonostante molti di questi traessero spunti da quella fucina di idee che fu il circolo di Vienna all'inizio del XX secolo.
La filosofia anglosassone ha avuto un approccio più utilitaristico, che ha portato tra l'altro alla filosofia analitica. La filosofia del continente europeo ha mantenuto una maggiore varietà di filoni, restando più legata a impostazioni di tipo ontologico e gnoseologico, ritrovando allo stesso tempo una maggiore vicinanza con le filosofie orientali, e ricevendo l'apporto di nuovi campi d'indagine come la psicoanalisi, o la meccanica quantistica.
- La cosiddetta filosofia analitica, con Bertrand Russell, George Edward Moore e Ludwig Wittgenstein, si sviluppò soprattutto a Oxford e Cambridge, dove si riunirono anche gli empiristi logici emigrati dalla Germania e dall'Austria (ad esempio Rudolf Carnap) e altri studiosi statunitensi (come Willard Van Orman Quine, Donald Davidson e Saul Kripke), o comunque di lingua inglese (per esempio Alfred J. Ayer).[17]
- In Europa (specialmente in Germania ed in Francia) appartengono alla filosofia continentale i fenomenologisti tedeschi Edmund Husserl e Martin Heidegger, i quali aprirono la strada, presto seguiti da Jean-Paul Sartre e altri esistenzialisti,[21] a tutta una varietà di scuole che portarono al postmodernismo.[22]

## Ruolo delle donne
Sebbene la storia della filosofia fino al Rinascimento sia stata dominata dalle figure maschili, non mancarono autorevoli esempi di filosofie: le pitagoriche Teano e Timica; le platoniche Apasia, Assiotea, Ipparchia, Diotima, Ipazia; la mistica Ildegarda di Bingen; nel Rinascimento, Mary Astell.